# Herrscher von Niue
Die Herrscher der Pazifikinsel Niue sind heute offiziell die Staatsoberhäupter von Neuseeland. Der Sovereign in Right of New Zealand ist der Britische Monarch, da Niue in Freier Assoziation (free association) mit Neuseeland steht. Bevor Niue in Assoziation mit Neuseeland trat hatte das Land eine einheimische Monarchie, welche Anfang des 18. Jahrhunderts entstand.
Offenbar gab es davor keine nationale einheitliche Regierung oder herausragende Anführer in Niue. Die Häuptlinge und Familienoberhäupter herrschten wohl jeweils nur über Teile der Bevölkerung. Um 1700 erschien das Konzept und die Praxis einer Königsherrschaft, welche durch den Kontakt mit Samoa oder Tonga inspiriert wurde. Seitdem herrschte eine Reihe von patu-iki (Könige) über die Insel. Der erste bekannte König war Puni-mata. Die Monarchie war allerdings nicht-erblich; die patu-iki wurden von der Bevölkerung gewählt und die Kandidaten stammten aus einflussreichen Familien. Der Ethnologe Stephenson Percy Smith beschreibt 1903 diese Praxis.

## patu-iki

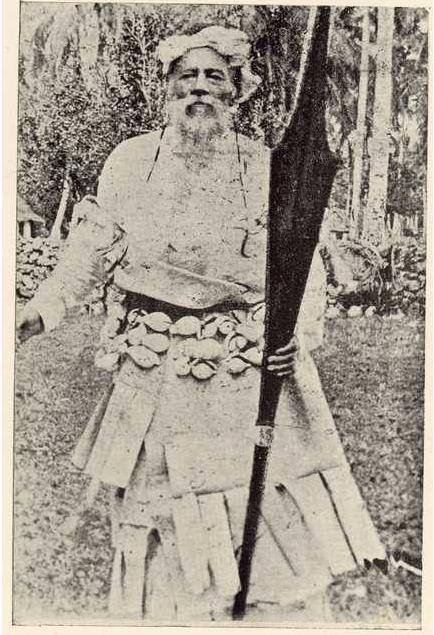
Fata-a-iki

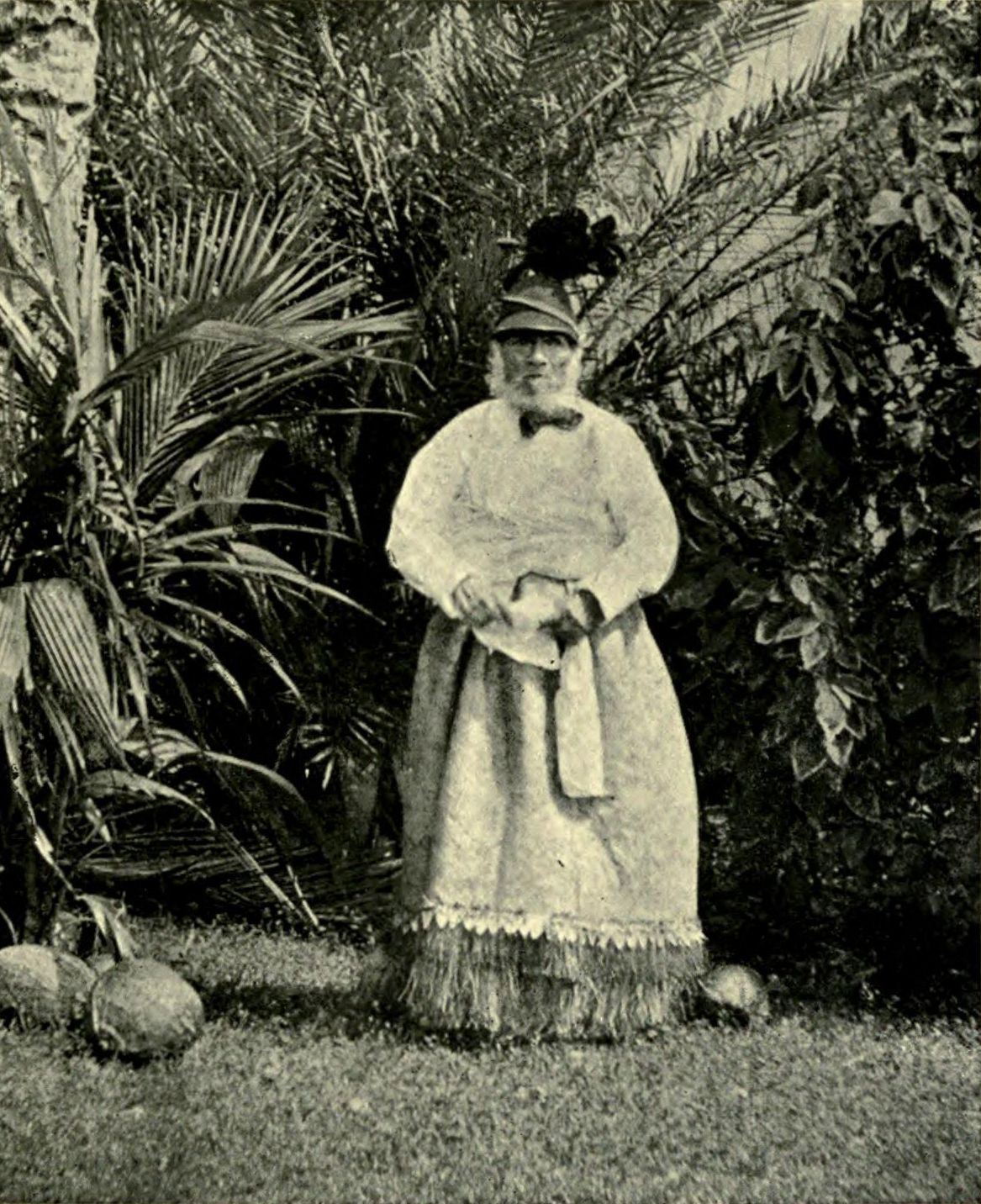
Tongia, König von Niu-Fekai

- Puni-mata um 1700. Erster patu-iki.
- Patua-valu wurde von dem gewählten patu-iki, Tage-lagi bestimmt, welcher das Amt ablehnte und statt Patua-valus Bodyguard wurde.
- Galiga (Galiaga-a-Iki, Galiaga von Palūki) wurde von einem Tikomata ermordet. Nach seinem Tod kämpften Fakana-iki und Hetalaga um die Vorherrschaft, aber konnten die Zustimmung der Bevölkerung nicht erringen. Foki-mata wurde letzelich der vierte patu-iki. Er war der letzte König, der in Friedenszeiten gewählt wurde.
- Foki-mata (um 1874)
- Pakieto war nur ein Jahr lang patu-iki. Nach seinem Tod entspann sich ein Nachfolge-Krieg.
- Tui-toga (Ta-tagata, 2. März 1885–13. Juni 1887). Erster christlicher König von Niue.
- Fata-a-iki (1887 de facto–21. November 1888 de jure; gest. 1896). Zweiter christlicher Monarch. Eine seiner ersten Amtshandlungen als patu-iki war 1877 ein Brief an Königin Victoria, worin er darum bat Niue zum Protektorat des British Empire zu machen um die Insel vor der Einflussnahme durch andere imperialistische Mächte zu schützen. Dieser Brief (und ein ther sent in 1895) wurde jedoch nicht beantwortet.
- Togia-Pulu-toaki (1896 de facto–30. Juni 1898 de jure) Er war der König, welcher letztlich Niue am 21. April 1900 an das britische Weltreich anschloss und welcher  am 11. September 1901 einen Resident Representative der imperialen Regierung auf Niue empfing. Togia-Pulu-toaki blieb bis 1903 patu-iki, als Niuē-fekai (Savage Island and its People) veröffentlicht wurde. Das Datum seines Todes und seine Nachfolge sind unklar.

## Britisches Weltreich und freie Assoziierung
Von 1900 bis 1901 wurde Niue vom Vereinigten Königreich regiert. 1901 wurde die Insel von Neuseeland annektiert und im Namen des British Empire verwaltet. Am 26. September 1907 erlangte Neuseeland den Status einer Dominion, und wurde die Dominion of New Zealand. Der britische Monarch regierte von da an über Niue in seiner Kapazität als Monarch von Neuseeland. Elisabeth II. war die erste Monarchin, welche 1952 explizit als Queen of New Zealand bezeichnet wurde. Heute ist Niue Teil des Realm of New Zealand, der politischen Einheit in der Nachfolge der Dominion.

### Britische Monarchen
- Victoria (21. April 1900 de facto–22. Januar 1901)
- Edward VII. (22. Januar 1901–26. September 1907)

### Monarchen von Neuseeland
- Edward VII. (6. Mai 1910–26. September 1907)
- George V. (6. Mai 1910–20. Januar 1936)
- Edward VIII. (20. Januar 1936–11. Dezember 1936)
- George VI. (11. Dezember 1936–6. Februar 1952)
- Elisabeth II. (6. Februar 1952–8. September 2022)
- Charles III. (8. September 2022– )